# (7729) Golovanov
(7729) Golovanov es un asteroide perteneciente al Cinturón de asteroides, región del sistema solar que se encuentra entre las órbitas de Marte y Júpiter.
Fue descubierto el 24 de agosto de 1977 por Nikolái Stepánovich Chernyj desde el Observatorio Astrofísico de Crimea.

## Designación y nombre
Designado provisionalmente como 1977 QY3, fue nombrado por el ingeniero espacial Yaroslav Kirillovich Golovanov (1932-2003) quien escribió reseñas científicas sobre problemas espaciales. Como autor de cientos de artículos y más de 20 libros, recibió numerosos premios y reconocimientos, incluida la medalla "Pluma de Oro", el máximo galardón de la Unión de Periodistas Soviéticos.

## Características orbitales
Golovanov está situado a una distancia media del Sol de 2,258 ua, pudiendo alejarse hasta 2,666 ua y acercarse hasta 1,850 ua. Su excentricidad es 0,181 y la inclinación orbital 6,375 grados. Emplea 1239,11 días en completar una órbita alrededor del Sol.

## Características físicas
La magnitud absoluta de Golovanov es 13,71. Tiene 6,778 km de diámetro y su albedo se estima en 0,152.